# Dvorecké stráně
Dvorecké stráně jsou přírodní památka na území Prahy, vyhlášená v květnu roku 2017. Nachází se v širším centru Prahy, dva kilometry jižně od Vyšehradu, v Podolí, v místní části zvané Dvorce. Je součástí svahů pod Kavčími horami, jejichž severní část byla v roce 1988 vyhlášena přírodní památkou Podolský profil. Geologickým podkladem jsou horniny siluru epochy ludlow a přídolí a spodního devonu. Ty tvoří geologický podklad severní poloviny sledovaného území, a to až ke hřišti u Kavčích hor. Chráněné území Dvorecké stráně je osídleno místní, zejména stepní faunou bezobratlých, spojenou s homogenními xerotermními společenstvy cévnatých rostlin. Předmětem ochrany je stepní fauna bezobratlých vázaná na teplomilná společenstva rostlin.

## Historie
V minulosti sloužily Dvorecké stráně především k zemědělským účelům, zejména pro pastvu ovcí a koz, což významně ovlivnilo charakter místních strání a jejich flóru. S rozvojem Prahy se však postupně jejich funkce měnila, v průběhu 20. století začaly Dvorecké stráně více sloužit obyvatelům Prahy jako místo pro odpočinek a rekreaci. Urbanizace přinesla změny v okolním prostředí, včetně výstavby silnic a infrastruktury, což ovlivnilo i samotné stráně. I přesto si stráně udržely svůj specifický přírodní ráz, který je dnes chráněn jako přírodní památka.
Značnou část území tvoří lesní porost, který se rozkládá pod travnatou plochou navazující na hřiště u Kavčích hor. Historické fotografie ukazují, že přibližně na počátku 70. let 20. století zde byl na nezalesněné ploše vysazen třešňový sad.
Dvorecké stráně jsou zároveň součástí širšího komplexu chráněných území v Praze 4, který zahrnuje i další přírodní památky, jako jsou Kavčí hory a Branické skály, což společně vytváří jedinečný přírodní prostor s výraznými výhledy na pražskou kotlinu a historická místa jako Vyšehrad a Vltavu.

## Přírodní poměry
Dvorecké stráně se nachází v širším centru Prahy v městské části Praha 4, mezi Podolím a Braníkem, a jsou součástí širší oblasti zvané Dvorce. Rozkládají se na svazích pod Kavčími Horami, jejichž severní část byla v roce 1988 vyhlášena přírodní památkou Podolský profil. Dvorecké stráně leží na pravém břehu řeky Vltavy a její svahy směřují na jihovýchod, což vytváří teplejší mikroklima. Jsou významnou přírodní oblastí v Praze, vyznačující se výslunnými stepními stráněmi, rozvolněnými lesními porosty a teplomilnými biotopy. Lokalita je charakterizována vysokou biodiverzitou a je domovem vzácných druhů rostlin i živočichů adaptovaných na suché a teplé klima.

### Geologie a pedologie

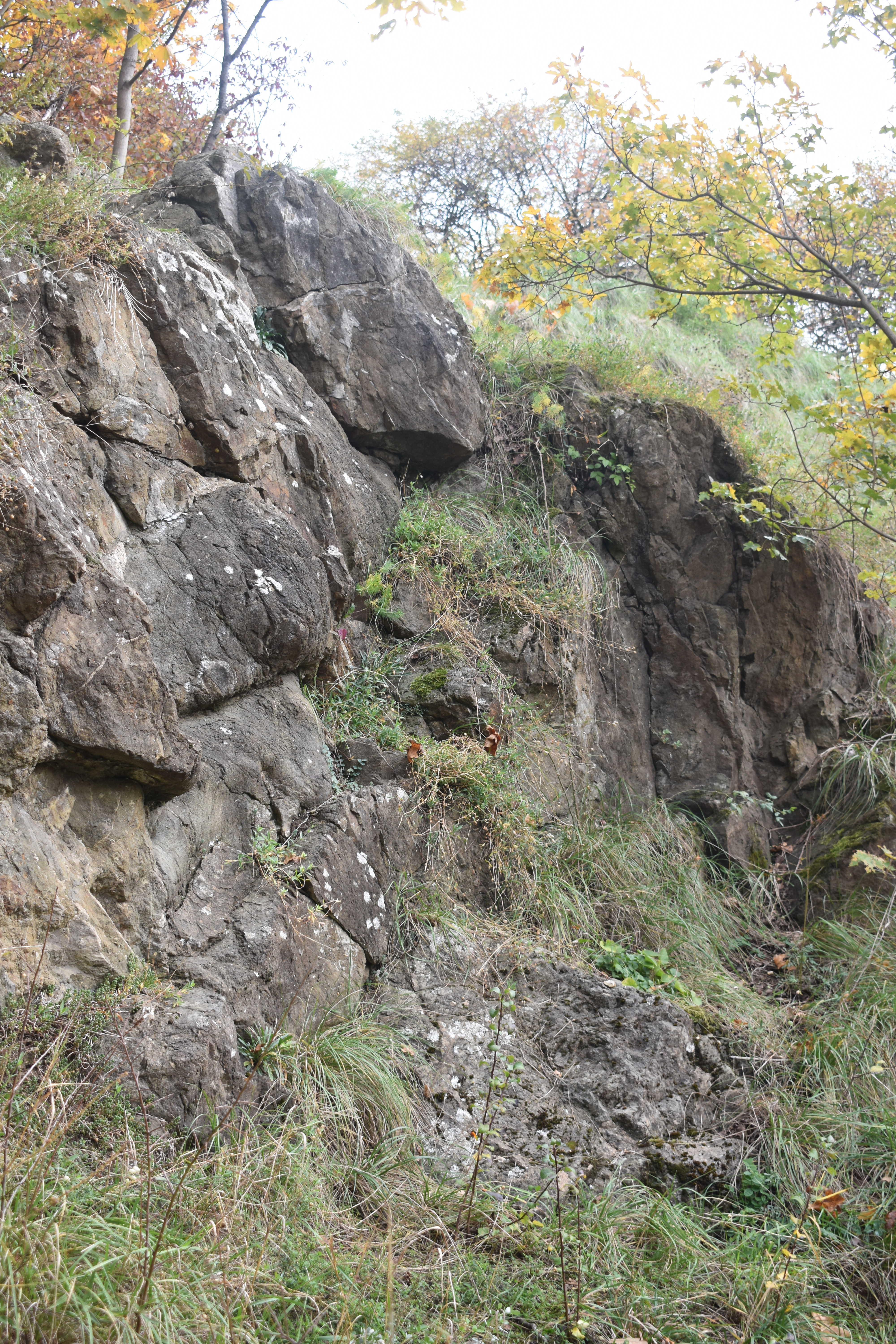
Ojedinělý skalní výchoz

Území geomorfologicky spadá do provincie Česká vysočina, konkrétně do celku Pražská plošina. Nadmořská výška zde dosahuje přibližně 200–260 metrů. Geologický podklad tvoří prvohorní horniny, především silurské a spodnodevonské vápence a vápnité břidlice. Tyto vrstvy, zejména v severní polovině území až ke Kavčím horám, zahrnují přírodní památku Podolský profil – významné naleziště zkamenělin, včetně mlžů, hlavonožců a trilobitů. Na jižních svazích dominuje svrchní ordovik, konkrétně tmavošedé jílovce a prachovce, na které navazují zelenavé jílovce a jílovité břidlice. Vyskytují se zde svažité půdy a kambizemě, které přispívají k rozmanitosti místní biodiverzity.

### Hydrologie a podnebí
Klimaticky je území zařazeno do teplé oblasti s typickými znaky městského klimatu. Přirozené vodní zdroje zde nejsou výrazné a srážkový režim s průměrným ročním úhrnem 520–580 milimetrů umožňuje rozvoj suchomilných společenstev.

### Flora

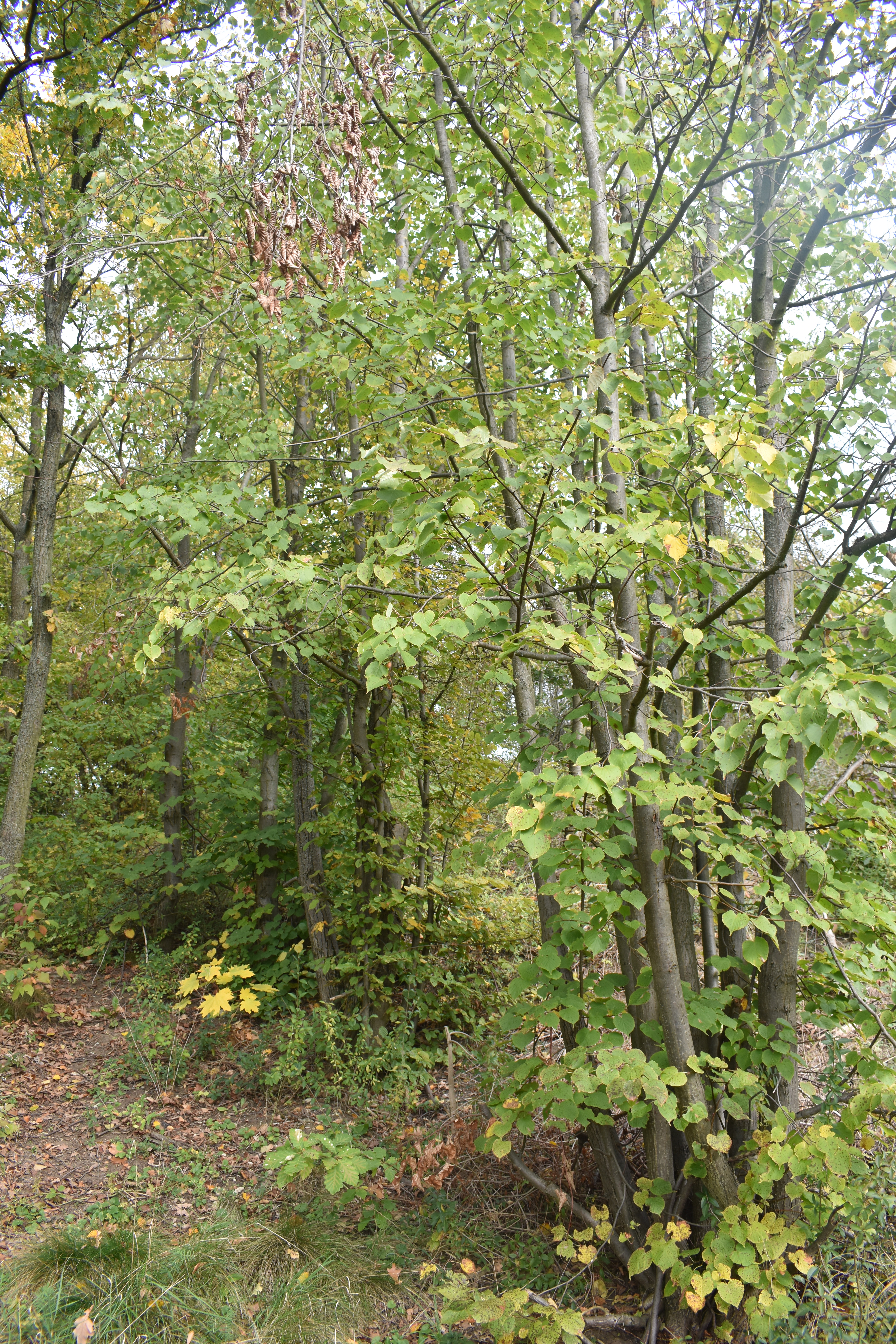
Lípa malolistá

Flóra chráněného území je bohatá a rozmanitá, zahrnuje jak lesní porosty, tak výslunné stepní stráně a teplomilné trávníky. V lesním porostu je zachovalá bohatá populace okrotice bílé (Cephalanthera damasonium), která je zvláště chráněným druhem a diagnostickým prvkem vápnomilných bučin. Vegetačně patří nejcennější částí mezi polopřirozené suché trávníky, facie křovin na vápenatých podložích a mnoho druhů hub. Významnou část tvoří lesní porost pod travnatou plochou navazující na hřiště u Kavčích hor. Podle historických snímků byl na bezlesí vysazen třešňový sad a to přibližně na začátku sedmdesátých let 20. století. V dřevinném patře je možné najít především lípu srdčitou (Tilia cordata), habr obecný (Carpinus betulus), borovici lesní (Pinus sylvestris) a modřín opadavý (Larix decidua). Ohrožené druhy vyskytující se na této ploše jsou mateřídouška panonská (Thymus pannonicus), strdivka sedmihradská (Melica transsilvanica) a trýzel škardolistý (Erysimum crepidifolium).
Stepní stráně pokrývají širokolisté suché trávníky se sveřepem vzpřímeným (Bromus erectus) a dalšími teplomilnými druhy. Na slunných svazích a skalnatých výchozech jsou zastoupeny druhy přizpůsobené suchým a vápenatým podložím, jako je rozchodník bílý (Sedum album) nebo pelyněk ladní (Artemisia campestris). Místy se vyskytují i invazní nebo vysázené druhy, například kdoulovec japonský (Chaenomeles japonica) a skalníky (Cotoneaster sp.), které vyžadují kontrolu v rámci managementu oblasti.

### Fauna
Dvorecké stráně poskytují útočiště mnoha druhům hmyzu, včetně druhů zapsaných v červeném seznamu. Krajník pižmový (Calosoma sycophanta) je zvláště chráněný druh vázaný na lesní porosty, kde se živí housenkami v korunách stromů. Z národního červeného seznamu ohrožených druhů jsou zde přítomny i herbivorní druhy jako Ceutorhynchus ignitus a Trachyphloeus spinimanus, které přispívají k rozmanitosti bylinných společenstev s roztroušenými keři. Roháč obecný (Lucanus cervus) je klíčovým druhem spojeným se starými duby, využívající trouchnivějící dřevo.
Dále zde žijí drobné samotářské druhy včel a vos, např. čalounice zubatá (Megachile apicalis) a hbitík lesklý (Tachysphex nitidus). U motýlů je významný výskyt žluťáska jižního (Colias alfacariensis) a vřetenušky pozdní (Zygaena laeta), vyžadujících slunné louky a keřovité plochy. Otakárek fenyklový (Papilio machaon) a otakárek ovocný (Iphiclides podalirius) jsou ohrožené druhy, preferující otevřenou krajinu s živnými rostlinami.
Mezi další nápadné druhy hmyzu patří přástevník kostivalový (Euplagia quadripunctata), jenž obývá okraje lesů a křovinaté stráně, a zlatohlávek skvostný (Protaetia aeruginosa), vázaný na starší duby.
V oblasti Dvoreckých strání byl zaznamenán různorodý výskyt obratlovců. Ropucha obecná (Bufo bufo) má roztroušený výskyt, zatímco slepýš křehký (Anguis fragilis) byl pozorován pouze v pěti jedincích. Ještěrka obecná (Lacerta agilis) se v oblasti objevuje hojně. Z ptáků byl zaznamenán krahujec obecný (Accipiter nisus), který zaletuje do této oblasti za účelem lovu. Předpokládá se, že vrabec polní (Passer montanus) a žluna zelená (Picus viridis) se v oblasti vyskytují v období hnízdění. Ťuhýk obecný (Lanius collurio) by mohl hnízdit po prořezávce a pravidelném kosení. Mezi savci byla zaznamenána i veverka obecná (Sciurus vulgaris).

## Ochrana

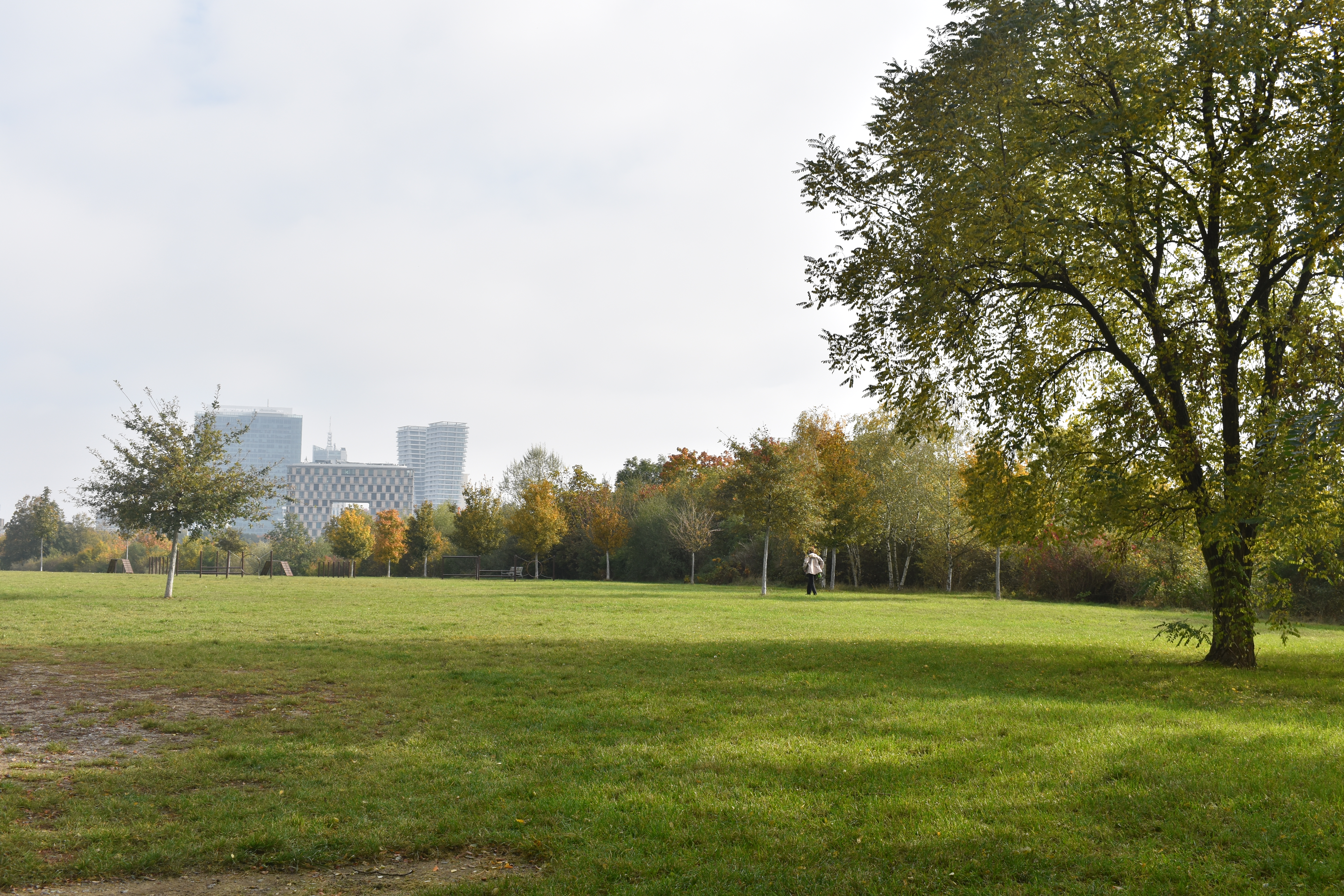
Ochranné pásmo u sportovního hřiště

Dvorecké stráně byly vyhlášeny jako přírodní památka za účelem ochrany stepní fauny bezobratlých a teplomilné flóry. V rámci ochrany platí nařízení, která omezují jakékoliv stavební aktivity, používání chemických látek či změny půdních a vodních režimů. Kolem památky je zřízeno ochranné pásmo, které má za úkol redukovat rušivé vlivy a zamezit šíření invazních druhů. Ochranná pásma, o celkové výměře 3,0053 hektarů, byla určena zejména v okolí hřišť a budov.
Dlouhodobým cílem péče o přírodní památku Dvorecké stráně je zachovat vysokou přírodovědnou hodnotu xerotermních strání, které představují významné biotopy pro různé ohrožené a teplomilné druhy rostlin a živočichů. K dosažení tohoto cíle je nutné kontrolovat expanzivní druhy rostlin, zejména ovsíku vyvýšeného (Arrhenatherum elatius), aby se zachovala rozvolněná struktura lučních porostů. Součástí péče je také regulace křovin a keřů pomocí vyřezávání, aby nedocházelo k jejich rozšiřování do chráněných stepních ploch, a podporování diverzity bezobratlých pomocí specificky načasovaného managementu, jako je kosení s časovým posunem.
Další klíčovou součástí ochranných opatření je odstraňování invazních rostlinných druhů, mezi které patří zejména křídlatka japonská (Reynoutria japonica), kustovnice cizí (Lycium barbarum), pajasan žláznatý (Ailanthus altissima) a trnovník akát (Robinia pseudoacacia). Tyto druhy se invazivně šíří a ohrožují původní společenstva. Pro jejich eliminaci jsou využívány metody cíleného vyřezávání, postřik herbicidy, případně kroužkování kmene.

## Turismus

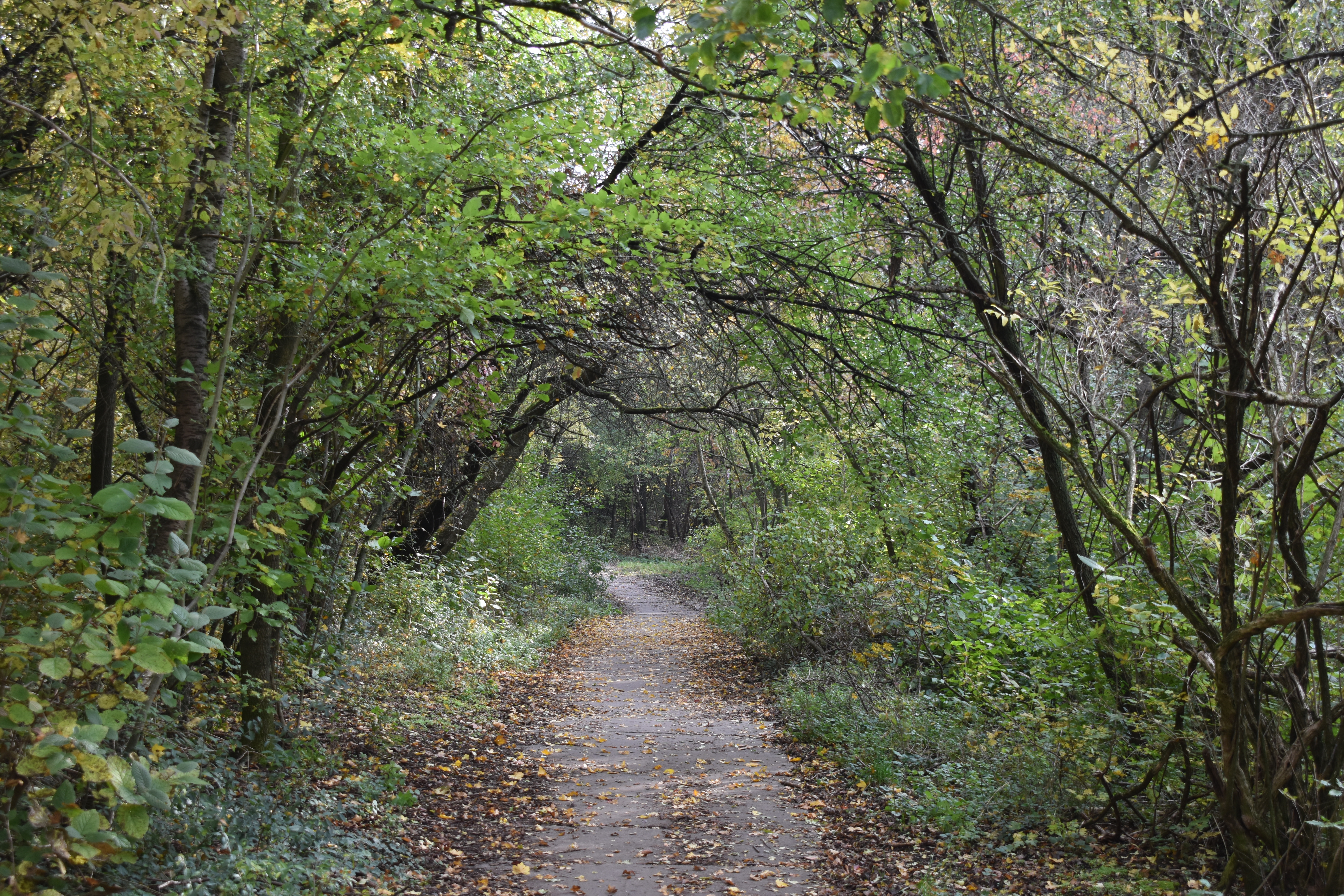
Cesta vedoucí skrz území

Pro milovníky přírody se nabízí nenáročná procházka od Podolského profilu až po Branické skály. Přírodní památka Podolský profil je bývalý lom s významnými prvohorními sedimenty, mezinárodně ceněný díky bohatému nalezišti zkamenělin. Toto místo nabízí návštěvníkům krásný výhled na pražskou kotlinu směrem k severozápadu. Procházka může pokračovat přes PP Dvorecké stráně a končit na PP Branických skalách, které jsou jedinečnou přírodní lokalitou vyznačující se strmými skalními stěnami a výhledy na Prahu. Tato přírodní památka je domovem pro řadu vzácných rostlin a živočichů.
Dvorecké stráně jsou dobře dostupné městskou hromadnou dopravou. Nejbližší tramvajová zastávka je Dvorce a nedaleko se nachází autobusová zastávka se stejným názvem.